# Squawk
Albums de Budgie
Budgie
(1971) Never Turn Your Back on a Friend
(1973)
Singles
1. Whiskey River
Sortie : 1972

Squawk est le deuxième album studio du groupe de hard rock gallois Budgie. Il est sorti en septembre 1972 sur le label MCA Records et a été produit par Rodger Bain.

## Historique
Comme son prédécesseur, il a été enregistré au Pays de Galles dans les studios Rockfield qui venait de s'équiper d'une console 16 pistes. La durée de l'enregistrement s'étala entre cinq et sept jours et pour la première fois, Burke Shelley participa au mixage et à la production.
Un seul single, Whiskey River sera tiré de cet album, Stranded en sera la face-B.
Sa réédition en 2005, comporte 4 titres bonus, dont une reprise enregistré en 2004 du titre Rolling Home Again avec le guitariste originel Tony Bourge et un titre, Whisky River, enregistré pendant les répétitions pour la tournée 2003.
La pochette a été dessinée par l'artiste Roger Dean, connu pour ses illustrations des albums du groupe anglais Yes.

## Liste des titres
- Tous les titres sont signés par le groupe.

Face 1
| No | Titre                    | Durée |
| -- | ------------------------ | ----- |
| 1. | Whiskey River            | 3:15  |
| 2. | Rocking Man              | 5:19  |
| 3. | Rolling Home Again       | 1:38  |
| 4. | Make Me Happy            | 2:32  |
| 5. | Hot As A Docker's Armpit | 5:42  |

Face 2
| No | Titre            | Durée |
| -- | ---------------- | ----- |
| 6. | Drugstore Woman  | 3:12  |
| 7. | Bottled          | 1:43  |
| 8. | Young Is A World | 7:56  |
| 9. | Stranded         | 6:10  |

Version remastérisée 2005
- Titres bonus

| No  | Titre                             | Durée |
| --- | --------------------------------- | ----- |
| 10. | Whisky River (single edit)        | 2:39  |
| 11. | Stranded (alternate mix)          | 6:19  |
| 12. | Whisky River (version 2003)       | 3:20  |
| 13. | Rolling Home Again (version 2004) | 1:38  |

## Musiciens
- Burke Shelley : chant, basse, claviers.
- Tony Bourge : guitares.
- Ray Philips : batterie, percussions.
- Steve williams : batterie, percussions sur le titre de 2003.
- Simon Lees : guitares sur le titre de 2003.